# Hyperlais benderalis
Hyperlais benderalis là một loài bướm đêm trong họ Crambidae.